# Аскинг Алегзандрия
Аскинг Алегзандрия е английска метълкор група от Йорк, Северен Йоркшър, сформирана през 2008 г. от китариста Бен Брус, заедно с вокалиста Дани Уорсноп, басистът Джо Ланкастър, кийбордистът Райън Бинс, барабанистът Джеймс Касълс и китаристът Камерън Лидъл. Ланкастър и Бинс напускат групата през 2009 г., биват заменени от Сам Бетли, който се присъединява същата година, а през януари 2015 г. Уорсноп също я напуска, за да се фокусира върху новата си група We Are Harlot. Неговият заместник е украинският вокалист и китарист Денис Шафоростов, който преди това е бил китарист и вокалист в своята група Make Me Famous и главен вокалист на отново сформираната от него група Down & Dirty.

## Историята на групата

### Корени, формация иStand Up and Scream(2006 – 2009)
Бен Брус, техният главен китарист и втори вокали, основава групата първоначално в Дубай, Обединени Арабски Емирства през 2006 г. Тогавашният състав на групата е бил напълно различен, в сравнение с този от 2008 г. и издават дебютния си албум The Irony of Your Perfection. Осъзнавайки, че никога няма да достигне световна популярност в Дубай, Брус се премества в Нотингам, Англия през 2008 г. и събира отново групата, с нови членове от близкия окръг, включващи главния вокалист Дани Уорсноп, при който се мести в апартамента му в Йорк.
По-късно същата година групата става шестчленна след като се присъединява Райън Бинс на синтезатора, Джеймс Касълс на барабаните, Джо Ланкастър на бас китарата и Камерън Лидъл на ритмичните китари. По-късно през годината Бинс решава да напусне групата, а през януари 2009 и Ланкастър, който бива заменен от Сам Бетли. По-късно Ланкастър се присъединява към метълкор групата With One Last Breath.
Брус запазва името на групата, защото не желае да измисля с ново име, затова стартират със старото, но макар и със същото име, групата е напълно различна. Когато го питат защо е изпрал точно това име, той обяснява, че „'Повечето групи имат отвратителни имена, затова просто измислих нещо. Дойде ми идеята за Александрия като човешко име, защото хората се отнасят до хората.“, макар че причината за избора на „аскинг“ не е обяснена.
Stand Up and Scream е записан през 2009 г. и продуциран от Джоуи Стръгис.  Групата подписва с Sumerian Records и издават дебютния си албум на 15 септември.  Албумът се класира само в САЩ на четвърто място в класацията Top Heatseekers, на 24-то в Top Hard Rock Albums и на 29-о в Top Independent Albums. Бандата прави турне в Америка като подгряваща група на Evergreen Terrace, For the Fallen Dreams и Unholy през октомври, и Alesana, From First to Last, The Word Alive и Memphis May Fire през ноември и декември. 

### Reckless & Relentless(2010 – 2012)
Тръгват на собствено турне през март с групите We Came as Romans, From First To Last, Our Last Night, и A Bullet For Pretty Boy.. Групата подкрепя Attack Attack! през март и април, заедно с Breathe Carolina, I See Stars и Bury Tomorrow в САЩ. По-късно са подгряваща група на Dance Gavin Dance по време на тяхното европейско турне през април до началото на май месец, заедно с In Fear and Faith,, по време на което правят поява и на фестивала Bamboozle на 1 май. Бандата прави изпълнения и на турнето „Thrash & Burn“ като главен изпълнител, заедно с Born of Osiris, Kittie и Stick To Your Guns от 16 юли до 14 август в Америка.
След серията от турнета групата обявява, че ще издаде лимитиран EP и DVD, озаглавени Life Gone Wild, като дигитални дискове ексклузивно за Хот Топик на 21 декември 2010 г. EP диска ще включва нова песен, озаглавена „Breathless“, която първоначално е била демо за дебютния им албум Stand Up and Scream, както и няколко кавъри, докато DVD-то ще включва видеоклип на групата. Групата също анонсира, че ще издаде и ремикс-албум, озаглавен Stepped Up And Scratched, който включва ремикси на песните от първия им албум и ще бъде издаден през януари 2011 г., но на по-късен етап се обявява, че ще бъде издаден през ноември и ще включва ремикс песни от предстоящия им албум.  Вторият им албум е озаглавен Reckless & Relentless и е издаден на 4 април 2011 г. Този път албумът се класира в Обединеното кралство на 7-о място в класацията „UK Rock Chart“, както и в Австралия на 30-о място в „Australian Albums Chart“. Освен това, групата издава кавър на песента „Right Now (Na Na Na)“ на Ейкън за серията от компилации „Punk Goes...“, специално за албума „Punk Goes Pop 3“.
По-късно Аскинг Алегзандрия се появяват на Саундуейв 2011 в Австралия през втората половина на февруари и началото на март.  През април и май групата оглавява турне в Обединеното кралство с подгряващите групи Of Mice & Men и Chelsea Grin. Отново през април комедиантът Чарли Шийн офертира групата за поява в неговото турне 'My Violent Torpedo Of Truth' в Америка, но ѝ се налага да откаже, заради графика на нейното турне по това време, но все пак се чувстват поласкани и споделят, че са фенове на Шийн. Бандата оглавява участниците в „Vans Warped Tour 2011“ през юли.  Asking Alexandria взема участие в подкрепа на рап-рок групата Hollywood Undead за турнето „World War III“, което стартира през ноември през Америка. След него и двете групи вземат участие в турнето на
Avenged Sevenfold като подгряващи групи.
През 2012 г. групата е спомената в списание Revolver, в статия за най-очакваните албуми на 2012 година, за която Дани Уорсонп дава изявление, че главното звучене на албума ще е „...музикално бебе на Мотли Крю и Слипнот“ През март месец бандата участва в далаския фестивал 'South By So What?!' и по-късно е на турне с подгряващите Trivium, Dir En Grey, I See Stars, Motionless In White и Amity Affliction в Северна Америка от началото на март до април, озаглавено 'Still Reckless'.
В началото на май месец групата дебютира с трейлър техен късометражен филм, озаглавен 'Through Sin and Self-Destruction', който включва членовете на групата и който ще включва „противоречив, нецензуриран поглед в реалния живот на една нова ера на рок звездите от днешното поколение.“ Първоначално е издаден през iTunes на 15 май. Уорсноп заявява, че филмът ще е по-малко от гледна точка на писането на текстове, а ще е повече за живота на модерния rock & roll изпълнител. Самият филм се състои от три музикални видеоклипа от втория им албум на песните; 'Reckless & Relentless', 'To The Stage' и 'Dear Insanity'.
На 5 август групата прави поява на фестивала „Mayhem“ заедно с Моторхед, Слейър и Слипнот. По-късно същия месец групата предлага безплатно изтегляне на новата им песен 'Run Free', казвайки, че е от третия им албум, който предстои да бъде обявен. Месец по-късно, когато биват питани относно звученето на албума, Бен Брус обяснява, че групата е озряла и за да се отличат с тяхната кариера ще запишат и издадат radio-friendly сингли, макар че това няма да се отрази на цялостното звучене на албума, като описва останалата част от албума е екстемен, добавяйки, че ще бъде издаден през 2013 г.
През ноември групата оглавява турнето 'Outbreak Tour' на Monster Energy, което се състои от ноември до декември, в Северна Америка с подгряващите As I Lay Dying, Memphis May Fire, Attila и I See Stars, които заменят Suicide Silence, поради смъртта на вокалиста си Мич Люкър. Отново през ноември групата свири за калифорнийския „Metalfest“, заедно с Killswitch Engage, As I Lay Dying и Black Veil Brides. На 30 ноември групата издава EP ексклузивно през списание Revolver, безплатно с абонамент (на списанието), включващ кавъри на песни на групи от 80-те, включително Уайтснейк, Джърни, Деф Лепард и Мотли Крю, заедно с песента си Run Free, издадена по-рано същата година.
Към края на турнето си Outbreak Дани Уорсноп скъсва гласна струна, която го кара да седне настрана по време на изпълнението им в Ню Йорк и да даде възможност на изпълнителите на Atilla и I See Stars, заедно с многофункционалния техник, за да поемат вокалите. Въпреки травмата си, певецът прави изпълнение в мемориалния концерт за вокалиста на Suicide Silence – Мич Люкър, за събирането на прави за неговата дъщеричка, която е вече полусираче.

### From Death to Destiny(2013 – 2014)
След като Уорсноп скъсва гласната си струна през декември 2012, той посещава доктор, седмици поради събития през януари 2013, с което дава ъпдейт, че ще трябва да спре с вокалните изпълнения, докато не се възстанови напълно. Но също така увери феновете, че това няма да възпрепятства издаването на третия албум, тъй като повечето от записите са направени преди инцидента. През януари групата е оглавяваща на кратко турне в Обединеното кралство, заедно с подгряващите Motionless In White и Betraying the Martyrs. В края на март месец, Аскинг Алегзандрия издава първата песен на третия си албум, озаглавена 'The Death Of Me', обявявайки, че албумът ще бъде издаден през лятото на същата година. Официалната дата за издаване е разкрита по-късно, че ще е 6 август, под името From Death to Destiny.
Групата прави турне из Америка през април и юни с Whitechapel, Motionless In White, Chimaira и I Killed The Prom Queen, под надслов 'Don’t Pray For Us'. Отново през април групата взема участие във фестивала Rocklahoma. Бандата също прави изпълнение на фестивала 'Rock on the Range' в средата на май месец. По-късно групата свири на „Rock AM Ring“ в Германия, фестивалът „Download“ в Англия, „Graspop“ в Белгия и „With Full Force“ в Австралия през месец юни.
From Death to Destiny е успешно издаден на 6 август и става най-високо изкачваният албум в класациите на групата, както и най-продаваният албум за първата седмица на звукозаписната им компания, дебютирайки на пето място в класацията на Billboard Top 200, с повече от 41 000 продажби. През септември групата участва в ежегодния фестивал „Aftershock“ и по-късно прави турне с ню метъл групата Корн в Америка като поддържаща група, заедно с Love and Death. Аскинг Алегзандрия се впусва в свое собствено турне, ‘From Death to Destiny’, през октомври след турнето си с Корн, включвайки подгряващите изпълнители All That Remains, Sevendust и Emmure в Америка.
През 2014 г. групата се включва във фестивала Soundwave през февруари и по-късно издава кавър на „Closer“ от Nine Inch Nails за компилацията „Punk Goes 90s Vol. 2“, издадена от Fearless Records през април, което прави тяхната втора поява в тези серии. През март 2014, дебютният им сингъл „Final Episode (Let's Change the Channel)“ е златно сертифициран от RIAA. Asking Alexandria е една от оглавяващите банди на ежегодния фестивал „Never Say Never“ на 12 март, заедно с Bring Me the Horizon, които също са оглавяващи фестивала. По-късно обявяват още една оглавяващо турне в Северна Америка, озаглавено 'Break Down The Walls', стартиращо през март и завършващо през април, с подгряващите August Burns Red, We Came As Romans, Crown The Empire и Born of Osiris. Групата също свири и в Южна Африка през май месец.
През юли групата анонсира номинацията си за първата музикална награда на Alternative Press, в категорията „Best Live Band“ и „Best International Band“, както и правят изпълнение на церемонията на същото награждаване, с кавър на „Hungry Like the Wolf“ от Дюран Дюран, заедно с гост-вокали от Йонатан Дейвис. На 15 декември 2014 групата издава първото си Live DVD, озаглавено 'Live From Brixton And Beyond', което включва напълно разпродадения концерт в Лондон, кадри от зад кулисите и сцената от същото изпълнение, невиждано до момента Reckless Halloween изпълнение в „The Wiltern“ в Лос Анджелис и всички музикални клипове от късометражния 'Through Sin and Self-Destruction'.

### Промяна в състава иThe Black(2015 – 2016)
На 22 януари 2015 вокалистът Дани Уорсноп обявява своето оттегляне от групата, фокусирайки се върху рок музиката с новата си група We Are Harlot. Той също заявява, че въпреки оттеглянето му групата ще продължи да прави турнета. Главният китарист Бен Брус анонсира, че ще има нов главен вокалист. Групата е обявена за една от участващите групи във фестивалите „Rock Am Ring“ и „Rock Im Park“ в Германия, в началото на юни. Бандата също обяви, че ще направят поява в тазгодишното издание на „Vans Warped Tour“ заедно с новия си вокалист, който все още се очаква да бъде обявен. Феновете реагират на новинините с покруса, вярвайки че Уорсноп е съществена част от звученето на групата, докато други не са особено изненадани от тази промяна в кариерата му, като някои дори заявяват, че звучи по-добре с новата си група We Are Harlot, отколкото с Asking Alexandria.
Когато питат Брус относно звученето на четвъртия албум, той заявява, че ще включва влияния от Гънс Ен Роузис и Ван Хален, както и елементи от модерните групи като Avenged Sevenfold и Слипнот, допълвайки че тъй като третия албум е бил неочаквана променя в музикалния стил, той вярва, че феновете ще очакват още експерименти и занапред, следователно по-малкък луфт в тяхната фен база. Бен също така обявява, че са започнали писането на нов материал за албума, докато са на турне през 2014 и са написали около 18 песни, предричайки издаването му между юли и август 2015 г.
На 26 май 2015 г., Денис Шафоростов, познат още като китарист и вокалист на украинската метълкор група Make Me Famous и Down & Dirty, е обявен като новия главен вокалист когато групата издава първия си сингъл „I Won't Give In“.  Спекулациите около него и групата започват малко след като Уорсноп напуска групата поради сходството между Asking Alexandria и Make Me Famous (за които се твърди, че са копирали звученето на групата); фактътъ, че групите са били под крилото на една и съща звукозаписна компания, което би направило смяната с Шафоростов по-лесна, както и в личния си YouTube акаунт вокалистът има няколко кавъри на Askind Alexandria. Брус е попитан дали вече са направили своя избор за заместник, като той заявява: „Трябваше да е Денис“, показвайки неговият завиден вокален диапазон и тъй като се е вдъхновявал от Уорсноп в предишните години на Asking Alexandria, то той би имал възможността да изпълнява песните им на живо много по-добре, за разлика от Уорсноп. Когато питат Шафоростов, обаче, как би бил се разграничил от него, той заявява, че не няма да прави никакви сравнения, тъй като е напълно различен човек.
Групата планира да направи концерт с Шафоростов на 31 май в Manchester Academy, Лондон, но поради невъзможността на Денис да си осигури виза за концертите, се наложи да бъдат отменени. Също така групата е обявена като главните участници във фестивалите Rock Am Ring и Rock Im Park в Германия, в началото на юни, но новият вокалист няма да бъде обявяван дни преди концертите да бъдат обявени. Групата обяви и че ще вземе участие в 2015-ото издание на Vans Warped Tour.
През октомври, по време на оглавяващото си турне в Европа, групата обявява, че първоначалният план за издаването на новия албум е бил през октомври/ноември, но впоследствие нещата са се променили. Феновете могат да очакват албумът в началото на 2016 г. с нов сингъл и музикален клип през ноември. В края на декември 2015 г. е обявено, че заглавието на албума ще е „The Black“ и се очаква да бъде издаден през март 2016 г. като ще бъде подгряващ за британската метъл група Булит фор Май Валънтайн в Северна Америка от 2 февруари до 7 март, по време на турнето „The British Invasion“.

### Оттегляне на Шафоростов, предстоящ пети албум, завръщане на Уорсноп (2016–до наши дни)
В средата на октомври бе спекулирано, че групата е изгладила взаимоотношенията си с оригиналния воклист на групата Дани Уорсноп, правейки опити за съвместна работа, след публикуване на няколко снимки на Уорсноп и Брус заедно в студиото. Два дни по-късно бе потвърдено, че всъщност Дани се е завърнал като официален член в групата, след напускането на Денис Шафоростов. Бен Брус заяви, че след дълъг период без никаква комуникация, Шафоростов е заявил „Askin Alexandria не съществува, докато не получа това, което ми се дължи“. Уорсноп също потвърждава завръщането си, заявявайки, че „това е нещо, което (той) мога отново да посрещна“. Това, което прави впечатление при първата им изява с Дани след напускането на Денис, е липсата на която и да е била песен от новия им албум The Black. Траклистът включва единствено стари песни.
С времето все повече информация свързана с Шафоростов започва да излиза наяве, като например ситуацията с измамен фен на групата Down & Dirty, докато Денис е бил техен вокалист. Музикантът го е измамил да му плати 500 долара, за да е гост-вокалист в групата, което така и не се случва. Това се разбира от самия Бен Брус, който е предложил на фена да върне това, което Денис му дължи. Освен това, беше поставено под съмнение гласовото представяне на Стоф по време на концертите, под претекст, че е пял на плейбек. Когато бива попитан за заместникът си, Уорсноп отговаря, „Заместник е силна дума. Той просто поддържаще креслото ми топло. Честно каано не познавам това хлапе, затова нямам мнение за него като човек...“
Също така Уорсноп обявява, че той не е легитимен член на групата, за да може да има повече свобода, следователно правенето на музика да е по-забавно. По-късно в същото интервю казва, че наистина е подписал договор за нов албум с групата.
Продуцентът Мат Гууд потвърждава, че в момнента групата е в процес на записи за петия им студиен албум.
В социалната платформа Инстаграм, Мат публикува снимка на микрофони за барабани, сочейки към Джеймс Каселс и казвайки: „Нямам търпение да използвам всички тези красиви бебчета за утрешните записи на барани на Asking Alexandria. Ден 1 от кой-знае-колко? Може би Джеймс ще убие целият процес още на първия ден!? Lol“

## Членове на групата
| Текущи - Дани Уорсноп – главен вокалист, клавири, програматор (на музика) (2008 – 2015; 2016 – ) - Бен Брус – първа китара, програматор (на музика), вокалист (2008–), кийбордист (2015–) - Джеймс Касъл – барабани (2008–) - Камерън Лидъл – ритмична китара (2008–) - Сам Бетли – бас китара (2009–) | Сформиращи - Джо Ланкастър – бас китара (2008 – 2009) - Райън Бинс – кийборд, синтезатор, програматор (2008) - Денис Шафоростов – главен вокалист (2015 – 2016) |

## Дискография
Студийни албуми
- Stand Up and Scream (2009)
- Reckless & Relentless (2011)
- From Death to Destiny (2013)
- The Black (2016)
- Asking Alexandria (2017)
- Like a House on Fire (2020)
- See What's on the Inside (2021)
- Where Do We Go from Here (2023)

## Награди
Independent Music Awards 2012: Reckless & Relentless – Най-добър метъл/хардкор албум